# Мінськ (велосипед)

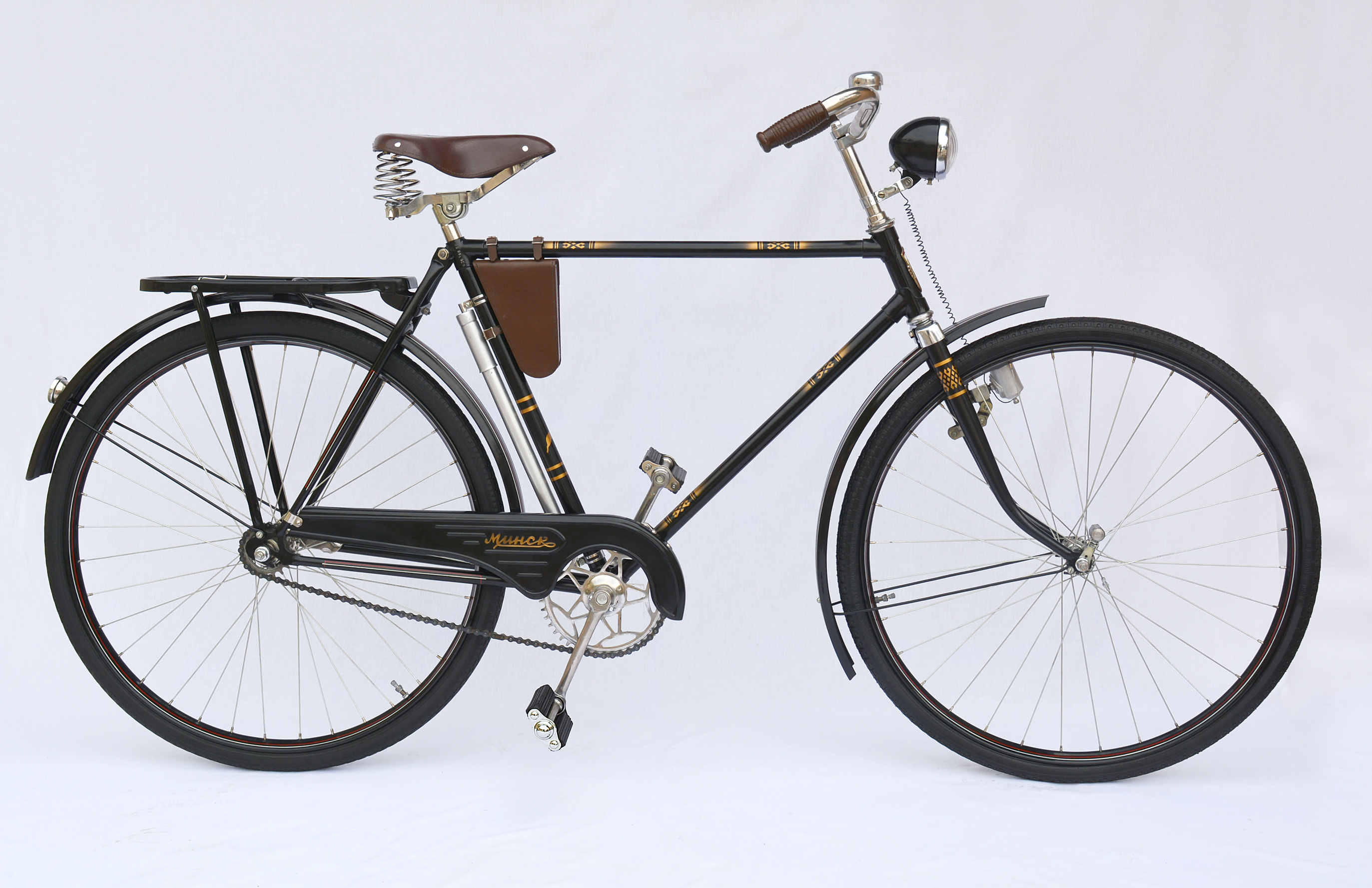
Велосипед «Минск» В-114 укомплектований всім наявним додатковим оснащенням, 1960 рік.

Мінськ — велосипеди виробництва Мінського мотоциклетно-велосипедного заводу.
«Мінськ» не є однозначно власною назвою конкретної моделі, скоріше це прийняте узагальнене іменування чоловічих дорожніх велосипедів ММВЗ. Попри те, на деяких велосипедах (та в їх інструкціях) позначалось «Минск», але основним було стандартне в СРСР маркування моделей літерою та числами.

## Загальні відомості
Завод німецької фірми DKW в м. Чопау, який перебував у Радянській зоні окупації, підлягав демонтажу та в рахунок репарації був вивезений в СРСР. Усе обладнання, оснащення і технічна документація мотоциклетного заводу DKW були вивезені в Москву, Мінськ, Іжевськ та Серпухов. Також були інтерновані німецькі фахівці заводу, які налагоджували обладнання й виробництво техніки на нових заводах.
У травні 1946 року було запущено перший цех Мінського велосипедного заводу (МВЗ) з виробництва велосипедів. У вересні 1947 року розпочато серійне виробництво чоловічих дорожніх велосипедів В-16, розробленого на основі німецької документації. До кінця 1947 року було зібрано 6580 велосипедів, що зумовило профільну спрямованість заводу на багато років вперед. У 1956 році почали виробляти базову модель чоловічого велосипеда В-114, який поклав початок серії відомих велосипедів «Мінськ».
Моделі чоловічих дорожніх велосипедів під маркою «Мінськ», що вироблялись в період СРСР :
- В-114 (1956—1964 р.)
- В-116 (1957—1964 р.)
- В-126 (1964—1968 р.)
- В-138 (1968—1972 р.)
- В-143 (1972—1979 р.)
- 111-321 (1979—1986 р.)

В другій половині 1980-х років, велосипеди ММВЗ почали називатись «Аист». Перші моделі що мали власну назву «Аист» були дорожній велосипед 111-331 (1986 р.) та зі складною рамою 113-321 (1987 р.).

## Технічні особливості

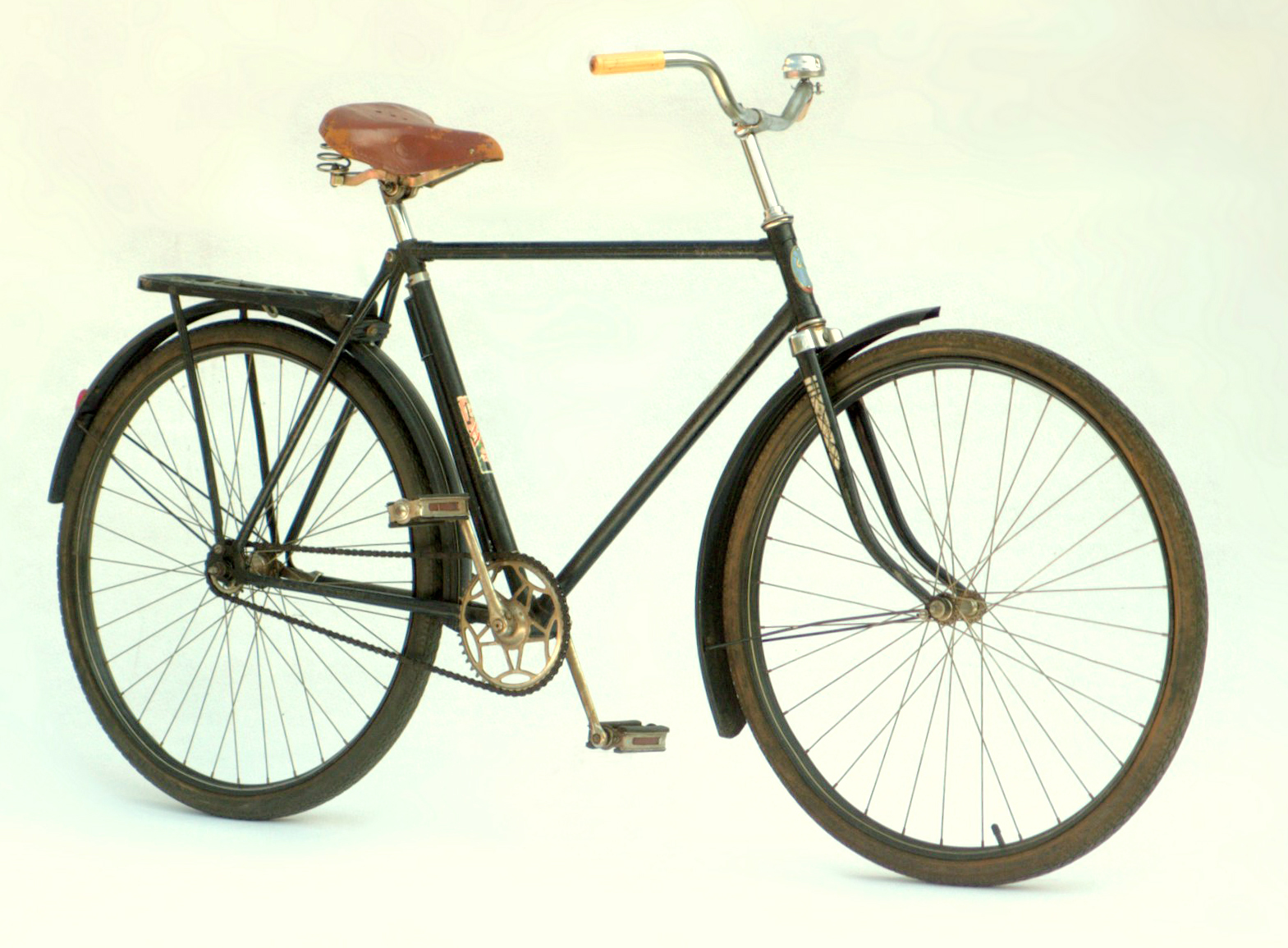
Велосипед ММВЗ "Минск" модель В-143, 1975 рік

Всі моделі чоловічих дорожніх велосипедів «Мінськ» мали подібну конструкцію та технічні параметри.
Рама велосипеда закритого типу з косими задніми дропаутами, паяна із сталевих труб. В порівняні велосипедом ХВЗ «Україна» та інш., моделі «Мінськ» мали більший кут нахилу рульової колонки рами. Вилка жорстка, звичайної конструкції. Каретка педалей із запресованими втулками вальниці, та різьбовими конусами на валу, важелі педалей кріпились стопорним клином. Педалі збірні, штамповані зі сталі, хромовані, з гумовими вставками.
Обода коліс сталеві (з профілем «чайка») хромовані, або фарбовані. Розмір шин 40×622 мм (28х1 34″). Заднє колесо оснащувалось гальмівною втулкою типу «Torpedo». Сідло з товстою шкіряною покришкою оснащене двома спіральними пружинами. На його задній частині кріпилася штампована хромована табличка з написом «Минск».
В переважній більшості, велосипеди фарбувалися в чорний колір. Певна кількість моделей фарбувалась в блакитний та зелений кольори.
На велосипедах виробництва до середини 1970-х років, крила і колеса (не хромовані) прикрашались ліновками. На раму, фарбою під трафарет, наносилась марка велосипеда (напр. В-116) та стилізований національний білоруський орнамент.
На рульовій колонці заклепками кріпилися штампована латунна (згодом після 1968 р. алюмінієва, із зображенням лелеки) емблема велозаводу ММВЗ.
На задньому крилі встановлювався стандартний велосипедний катафот.
Деякі моделі комплектувались захисним щитком ланцюга з штампованим написом «Минск».
На всіх моделях велосипедів «Мінськ», на підсідельному вузлі рами штампувався серійний номер та рік виробництва.
Велосипеди «Мінськ» поставлялись у всі регіони СРСР та з 1963 року експортувались загалом в 12 країн світу.
Технічні характеристики чоловічого дорожнього велосипеда «Мінськ» В-126:
- Висота рами — 560 мм
- База — 1175 мм
- Розмір шин — 40×622 мм (28х1 34″).
- Передня зірка (число зубців) — 46
- Задня зірка (число зубців) — 19
- Довжина шатунів — 170 мм
- Кількість передач — 1
- Ланцюг роликовий 12,7×3,4 мм
- Вага велосипеда без приладдя — 16,2 кг[3]